# ディスタンス・オーヴァー・タイム
『ディスタンス・オーヴァー・タイム』(Distance over Time) は、アメリカ合衆国のプログレッシブ・メタル・バンド、ドリーム・シアターが2019年2月22日に発売した14枚目のスタジオ・アルバム。

## 解説
バンドにとって3年振りとなるアルバムであり、インサイド・アウト・ミュージック移籍後初となるリリースである。
今作は前作『ジ・アストニッシング』のロック・オペラ風の作風とは打って変わって、音作りがヘヴィな仕上がりとなっている。ギターのジョン・ペトルーシは「自分たちのルーツに戻って、もっと有機的なアルバムを作ることを目指した」「ヘヴィでプログレッシヴ的な側面を取り戻して、プレイを心から楽しめる音楽を作るためにコラボレートした。今まで作ってきた中で最高のサウンドを持つドリーム・シアターの作品を作るのを目標にした」と語っている
今作のレコーディングは、ニューヨーク郊外にあるレコーディングスタジオ「ヨンダーバーン」にて、メンバー全員で寝食を共にしながら4か月間にわたって行った。
日本盤には、ボーナスディスクとして、インストゥルメンタルCDとボーナストラックのついたリミテッド・エディション（Blu-spec CD2仕様）と通常盤の2種類、アメリカ盤では特典付きのデジパック仕様アルバムと通常盤の2種類がそれぞれリリースされている。
また今作は、ボーナストラックを除くと『イメージス・アンド・ワーズ』以来27年振りに収録時間が60分を下回ったアルバムであり、『ホエン・ドリーム・アンド・デイ・ユナイト』『イメージス・アンド・ワーズ』に次いで3番目の短さである。
今作では、2011年に加入したドラマーのマイク・マンジーニが、5曲目の『Room 137』で、加入後初めて作詞をしている。
2018年12月7日に、リードシングル「アンテザード・エンジェル」とそのミュージックビデオがリリースされた。続いて2番目のシングル「フォール・イントゥ・ライト」が、2019年1月11日に、3番目のシングル「パラライズド」が2019年2月8日にリリースされた。また、本アルバムリリース後も、2回ほど楽曲のミュージックビデオがインサイド・アウト・ミュージックの公式チャンネルからYouTube上で公開されている。

## 収録曲
| 全作曲: ジョン・ペトルーシ、ジョン・マイアング、ジョーダン・ルーデス、マイク・マンジーニ。 |                                                          |                        |                                                                                      |      |
| #                                                                                          | タイトル                                                 | 作詞                   | 作曲・編曲                                                                           | 時間 |
| 1.                                                                                         | 「アンテザード・エンジェル "Untethered Angel"」          | ペトルーシ             | ジョン・ペトルーシ、 ジョン・マイアング 、 ジョーダン・ルーデス 、マイク・マンジーニ | 6:14 |
| 2.                                                                                         | 「パラライズド "Paralyzed"」                             | ペトルーシ             | ジョン・ペトルーシ、 ジョン・マイアング 、 ジョーダン・ルーデス 、マイク・マンジーニ | 4:17 |
| 3.                                                                                         | 「フォール・イントゥ・ザ・ライト "Fall into the Light"」 | マイアング、ペトルーシ | ジョン・ペトルーシ、 ジョン・マイアング 、 ジョーダン・ルーデス 、マイク・マンジーニ | 7:04 |
| 4.                                                                                         | 「バーストゥール・ウォリアー "Barstool Warrior"」        | ペトルーシ             | ジョン・ペトルーシ、 ジョン・マイアング 、 ジョーダン・ルーデス 、マイク・マンジーニ | 6:43 |
| 5.                                                                                         | 「ルーム137 "Room 137"」                                 | マンジーニ             | ジョン・ペトルーシ、 ジョン・マイアング 、 ジョーダン・ルーデス 、マイク・マンジーニ | 4:23 |
| 6.                                                                                         | 「S2N」                                                  | マイアング、ペトルーシ | ジョン・ペトルーシ、 ジョン・マイアング 、 ジョーダン・ルーデス 、マイク・マンジーニ | 6:21 |
| 7.                                                                                         | 「アット・ウィッツ・エンド "At Wit's End"」              | ジェイムズ・ラブリエ   | ジョン・ペトルーシ、 ジョン・マイアング 、 ジョーダン・ルーデス 、マイク・マンジーニ | 9:20 |
| 8.                                                                                         | 「アウト・オブ・リーチ "Out of Reach"」                  | ラブリエ               | ジョン・ペトルーシ、 ジョン・マイアング 、 ジョーダン・ルーデス 、マイク・マンジーニ | 4:04 |
| 9.                                                                                         | 「ペイル・ブルー・ドット "Pale Blue Dot"」               | ペトルーシ             | ジョン・ペトルーシ、 ジョン・マイアング 、 ジョーダン・ルーデス 、マイク・マンジーニ | 8:25 |
| 合計時間:                                                                                  | 合計時間:                                                | 合計時間:              | 56:57                                                                                |      |

| #   | タイトル                            | 作詞     | 作曲・編曲 | 時間 |
| --- | ----------------------------------- | -------- | ---------- | ---- |
| 10. | 「ヴァイパー・キング "Viper King"」 | ラブリエ |            | 4:00 |

## 参加メンバー
- ジェイムズ・ラブリエ：ボーカル
- ジョン・ペトルーシ：7弦ギター、エレクトリック・ギター、バッキングボーカル
- ジョン・マイアング：6弦ベース（エレクトリックベース）
- ジョーダン・ルーデス：キーボード
- マイク・マンジーニ：ドラムス、パーカッション